# Coppa dell'Imperatore
Il campionato di calcio giapponese Coppa dell'Imperatore (天皇杯全日本サッカー選手権大会?, Tennōhai Zen Nippon Sakkaa Senshuken Taikai), comunemente conosciuto semplicemente come Coppa dell'Imperatore (天皇杯?, Tennōhai), è una competizione calcistica giapponese. È il torneo calcistico giapponese più antico, essendo stato fondato nel 1921, prima della formazione della J. League, Japan Football League e del loro predecessore, la Japan Soccer League. Prima della seconda guerra mondiale potevano accedere al torneo non solo le squadre giapponesi, ma anche quelle sudcoreane, taiwanesi e quelle della Manciuria.

## Formula
Essendo una competizione che designa la migliore squadra calcistica del Giappone, la coppa è ora aperta a tutti i club membri della Japan Football Association, dalla J1 e J2 (J. League Divisioni 1 e 2) fino alle squadre militanti in JFL, nei campionati regionali e alle squadre di college e di scuole superiori. La Coppa dell'Imperatore è uno dei due tornei nazionali di calcio chiamati così in onore del monarca (l'altra è la Copa del Rey spagnola).
A partire dalla creazione della J. League nel 1992, le squadre professionistiche hanno dominato il torneo. Tuttavia, poiché la Coppa dell'Imperatore è una competizione a eliminazione diretta, non è raro che una squadra amatoriale sconfigga o metta in difficoltà una squadra di J. League. Per esempio nella stagione 2003-2004, il Funabashi Municipal High School uscì sconfitta dall'incontro con i campioni del Giappone 2003 dello Yokohama F. Marinos solo ai calci di rigore. 
La fase a eliminazione diretta del torneo inizia verso la fine dell'anno. Nel 2006, 48 squadre parteciparono ai primi due turni - i vincitori dei 47 campionati provinciali e il campione del campionato college. Le squadre della JFL e della J2 accedono direttamente al 3º turno. Le 18 squadre di J1 accedono direttamente al quarto turno. In totale vi partecipano alla competizione 88 squadre.

## Albo d'oro
- 1921:  Tokyo SC (1)
- 1922:  Nagoya Club (1)
- 1923:  Astra Club (1)
- 1924:  Ri-jo Club (1)
- 1925:  Ri-jo Club (2)
- 1926: Edizione annullata a causa della morte dell'imperatore Taisho[1]
- 1927:  Kobe-Ichi High School (1)
- 1928:  Waseda WMW (1)
- 1929:  Kwansei Gakuin Daigaku (1)
- 1930:  Kwansei Gakuin Daigaku (2)
- 1931:  Tokyo Teikoku Dai. (1)
- 1932:  Keio Club (1)
- 1933:  Tokyo Old Boys (1)
- 1934: Edizione non disputata per la coincidenza con l'edizione 1934 dei Giochi dell'Asia Orientale[2].
- 1935:  Kyungsung (1)
- 1936:  Keio BRB (2)
- 1937:  Keio BRB (3)
- 1938:  Waseda Daigaku (2)
- 1939:  Keio BRB (4)
- 1940:  Keio BRB (5)
- 1941-1945: Edizioni non disputate per effetto della sospensione dovuta alla seconda guerra mondiale[3][4][5][6][7].
- 1946:  Tokyo LB (2)
- 1947-1948: Edizioni non disputate a causa della situazione economica e politica del Giappone[8][9].
- 1949:  Tokyo LB (3)
- 1950:  Kwansei Gakuin Daigaku (3)
- 1951:  Keio BRB (6)
- 1952:  All Keio (7)
- 1953:  Kwansei Gakuin Daigaku (4)
- 1954:  All Keio (8)
- 1955:  Kwansei Gakuin Daigaku (5)
- 1956:  Keio BRB (9)
- 1957:  Chūō Daigaku (1)
- 1958:  Kwansei Gakuin Daigaku (6)
- 1959:  Kwansei Gakuin Daigaku (7)
- 1960:  Furukawa Electric (1)
- 1961:  Furukawa Electric (2)
- 1962:  Chūō Daigaku (2)
- 1963:  Waseda Daigaku (3)
- 1964:  Nippon Steel (1)
 Furukawa Electric (3)[10]
- 1965:  Toyo Kogyo (1)
- 1966:  Waseda Daigaku (4)
- 1967:  Toyo Kogyo (2)
- 1968:  Yanmar Diesel (1)
- 1969:  Toyo Kogyo (3)
- 1970:  Yanmar Diesel (2)
- 1971:  Mitsubishi HI (1)
- 1972:  Hitachi (1)
- 1973:  Mitsubishi HI (2)
- 1974:  Yanmar Diesel (3)
- 1975:  Hitachi (2)
- 1976:  Furukawa Electric (4)
- 1977:  Fujita Kogyo (1)
- 1978:  Mitsubishi HI (3)
- 1979:  Fujita Kogyo (2)
- 1980:  Mitsubishi HI (4)
- 1981:  Nippon Kokan (1)
- 1982:  Yamaha Motors (1)
- 1983:  Nissan Motors (1)
- 1984:  Yomiuri (1)
- 1985:  Nissan Motors (2)
- 1986:  Yomiuri (2)
- 1987:  Yomiuri (3)
- 1988:  Nissan Motors (3)
- 1989:  Nissan Motors (4)
- 1990:  Matsushita Electric (1)
- 1991:  Nissan Motors (5)
- 1992:  Yokohama Marinos (6)
- 1993:  Yokohama Flügels (1)
- 1994:  Bellmare Hiratsuka (3)
- 1995:  Nagoya Grampus (1)
- 1996:  Verdy Kawasaki (4)
- 1997:  Kashima Antlers (1)
- 1998:  Yokohama Flügels (2)
- 1999:  Nagoya Grampus (2)
- 2000:  Kashima Antlers (2)
- 2001:  Shimizu S-Pulse (1)
- 2002:  Kyoto Purple Sanga (1)
- 2003:  Júbilo Iwata (2)
- 2004:  Verdy Kawasaki (5)
- 2005:  Urawa Reds (5)
- 2006:  Urawa Reds (6)
- 2007:  Kashima Antlers (3)
- 2008:  Gamba Osaka (2)
- 2009:  Gamba Osaka (3)
- 2010:  Kashima Antlers (4)
- 2011:  FC Tokyo (1)
- 2012:  Kashiwa Reysol (3)
- 2013:  Yokohama F·Marinos (7)
- 2014:  Gamba Osaka (4)
- 2015:  Gamba Osaka (5)
- 2016:  Kashima Antlers (5)
- 2017:  Cerezo Osaka (4)
- 2018:  Urawa Reds (7)
- 2019:  Vissel Kōbe (1)
- 2020:  Kawasaki Frontale (1)
- 2021:  Urawa Reds (8)
- 2022:  Ventforet Kofu (1)
- 2023:  Kawasaki Frontale (2)
- 2024:  Vissel Kōbe (2)